# Edison Studio
Edison Studio è un collettivo di composizione e un ensemble di musica elettroacustica, fondato a Roma nel 1993. È formato dai compositori Mauro Cardi, Luigi Ceccarelli, Fabio Cifariello Ciardi e Alessandro Cipriani.
Ha ottenuto riconoscimenti all'International Computer Music Conference (1993, 1994, 1995, 1997, 1999, 2000, 2001, 2002, 2003, 2008), al Concours International de Musique Electroacoustique de Bourges (1996, 1997, 1998), Main Prize Musica Nova 1996, Praga, Prix Ars Electronica (1997, 1998).
Edison Studio ha realizzato produzioni musicali elettroacustiche per la Biennale di Venezia (2000 e 2001) e per Ravenna Festival (1999, 2000, 2004, 2008, 2016, 2017), l'Opera di Roma, Moskow Autumn Festival, il California Institute of the Arts di Los Angeles.
Fra le produzioni di Edison Studio si ricordano il cd Zarbing con il percussionista persiano Mahammad Ghavi-Helm e gli spettacoli di live cinema per i film muti Gli ultimi giorni di Pompei (The Last Days of Pompeii), Ricatto (Blackmail) di Alfred Hitchcock, Metropolis di Fritz Lang, L'Inferno di Francesco Bertolini, Adolfo Padovan e Giuseppe De Liguoro, Das Cabinet des Dr. Caligari di Robert Wiene e La corazzata Potëmkin di Sergej Michajlovič Ėjzenštejn. Queste tre ultime colonne sonore sono state pubblicate dalla Cineteca di Bologna, nell'ordine, nel 2011, nel 2016 e nel 2017 in versione 5.1 surround su DVD dei film restaurati nella collana Il Cinema Ritrovato. La Cineteca di Bologna, inoltre, ha commissionato a Edison Studio la composizione della colonna sonora del documentario En dirigeable sur le champs de bataille eseguita in prima assoluta presso Il Cinema Ritrovato il 29 giugno 2014 a Bologna in Piazza Maggiore. Nello stesso anno è stato pubblicato un libro dedicato alle colonne sonore composte da Edison Studio per i film muti AA.VV., Edison Studio. Il Silent Film e l'Elettronica in Relazione Intermediale, a cura di Marco Maria Gazzano, Edizioni Exorma. Nel 2023, in occasione della composizione della nuova colonna sonora per Metropolis, entrano in Edison Studio due nuovi compositori: Vincenzo Core e Andrea Veneri.

## Discografia
- Zarbing, Mahammad Ghavi Helm, zarb, daf, CNI - La Frontiera - RAI Trade (RTP0090)
- Edison Studio (DVD), video di Giulio Latini e Silvia Di Domenico Auditorium Edizioni
- Inferno colonna sonora di Edison Studio dell'omonimo film di Francesco Bertolini, Adolfo Padovan, Giuseppe De Liguoro DVD della Cineteca di Bologna], collana L'immagine ritrovata n.10
- Das Cabinet des Dr. Caligari colonna sonora di Edison Studio dell'omonimo film di Robert Wiene; DVD Cineteca di Bologna, collana L'immagine ritrovata n.19
- La corazzata Potëmkin colonna sonora di Edison Studio in collaborazione con Vincenzo Core dell'omonimo film di Sergej Michajlovič Ėjzenštejn; DVD Cineteca di Bologna, collana L'immagine ritrovata n.25